# レオ (VIXX)
レオ（레오、1990年11月10日 - ）は、韓国の男性歌手、ミュージカル俳優。VIXXとVIXX LRのメンバーでもある。血液型O型。

## 略歴
2012年5月にVIXXのメンバーとしてデビュー。2015年8月に同グループのメンバー・ラビと「VIXX LR」としてデビュー。
2018年7月31日に1stソロミニアルバム「CANVAS」を発売した。
2019年6月19日、約一年ぶりに2ndソロミニアルバム「Muse」を発売した。

## 作品

### ソロミニアルバム
- 2018年7月31日 1st Mini Album: CANVAS
- 2019年6月19日 2nd Mini Album: Muse

### コラボレーション
- 2014年 린(LYn) X 레오(LEO Of VIXX) - 꽃잎놀이(Blossom tears)
- 2018年 Leo(VIXX) X Sejeong(gugudan) - 우리는 하나(We, the Reds)

### 映像作品
- 2018年 LEO FROM LEO[5]

## 出演

### 舞台
- 2014年「フルハウス」
- 2016年「マタ・ハリ」
- 2017年「モンテ・クリスト」
- 2018年「The Last Kiss」
- 2018年「エリザベート」

### 雑誌
- 2018年 haru＊hana（ハルハナ） Vol.52[6]